# Volleybalvereniging Taurus 2020-2021 (maschile)
Questa voce raccoglie le informazioni riguardanti il Volleybalvereniging Taurus nelle competizioni ufficiali della stagione 2020-2021.

## Organigramma societario
Area direttiva
- Presidente: Nicole Teeuwen

Area tecnica
- Allenatore: Erik Gras

## Rosa
| N° | Nome                 | Ruolo | Data di nascita  | Nazionalità sportiva |
| -- | -------------------- | ----- | ---------------- | -------------------- |
| 1  | Daan Pardijs         | C     | 1999             | Paesi Bassi          |
| 2  | Jouke Gorter         | P     | 2001             | Paesi Bassi          |
| 3  | Jens de Hoogh        | S     | 21 giugno 1999   | Paesi Bassi          |
| 4  | Mats Bleeker         | L     | 7 maggio 1998    | Paesi Bassi          |
| 6  | Jelle van Jaarsveld  | O     | 4 aprile 1988    | Paesi Bassi          |
| 7  | Dylan Boerefijn      | O     | 6 settembre 1995 | Paesi Bassi          |
| 8  | Alexander Kraan      | S     | 1996             | Paesi Bassi          |
| 9  | Jochem Bloem         | C     | 2000             | Paesi Bassi          |
| 10 | Tom van den Boogaard | C     | 1992             | Paesi Bassi          |
| 11 | Sven de Koe          | S     | 1994             | Paesi Bassi          |
| 12 | Daan van Haarlem     | P     | 15 marzo 1989    | Paesi Bassi          |
| 14 | Ian Fengler          | L     | 2003             | Paesi Bassi          |
| 18 | Finn Frielink        | S     | 1993             | Paesi Bassi          |

## Statistiche

### Statistiche di squadra
| Competizione          | Punti | In casa | In casa | In casa | In trasferta | In trasferta | In trasferta | Totale | Totale | Totale |
| Competizione          | Punti | G       | V       | P       | G            | V            | P            | G      | V      | P      |
| --------------------- | ----- | ------- | ------- | ------- | ------------ | ------------ | ------------ | ------ | ------ | ------ |
| Eredivisie            | 12/16 | 9       | 3       | 6       | 10           | 4            | 6            | 19     | 7      | 12     |
| Coppa dei Paesi Bassi | -     | 1       | 0       | 1       | 0            | 0            | 0            | 1      | 0      | 1      |
| Totale                | -     | 10      | 3       | 7       | 10           | 4            | 6            | 20     | 7      | 13     |